# Taphrinomycetes
Taphrinomycetes es una clase de hongos de la división Ascomycota que incluye un solo orden Taphrinales y este último a su vez comprende dos familias, ocho géneros y 140 especies.
Los hongos de esta clase son dimórficos (con un estado hifal y levadurifome) que parasitan a las plantas. Suelen aparecer como agallas o manchas en las hojas. 

## Clasificación

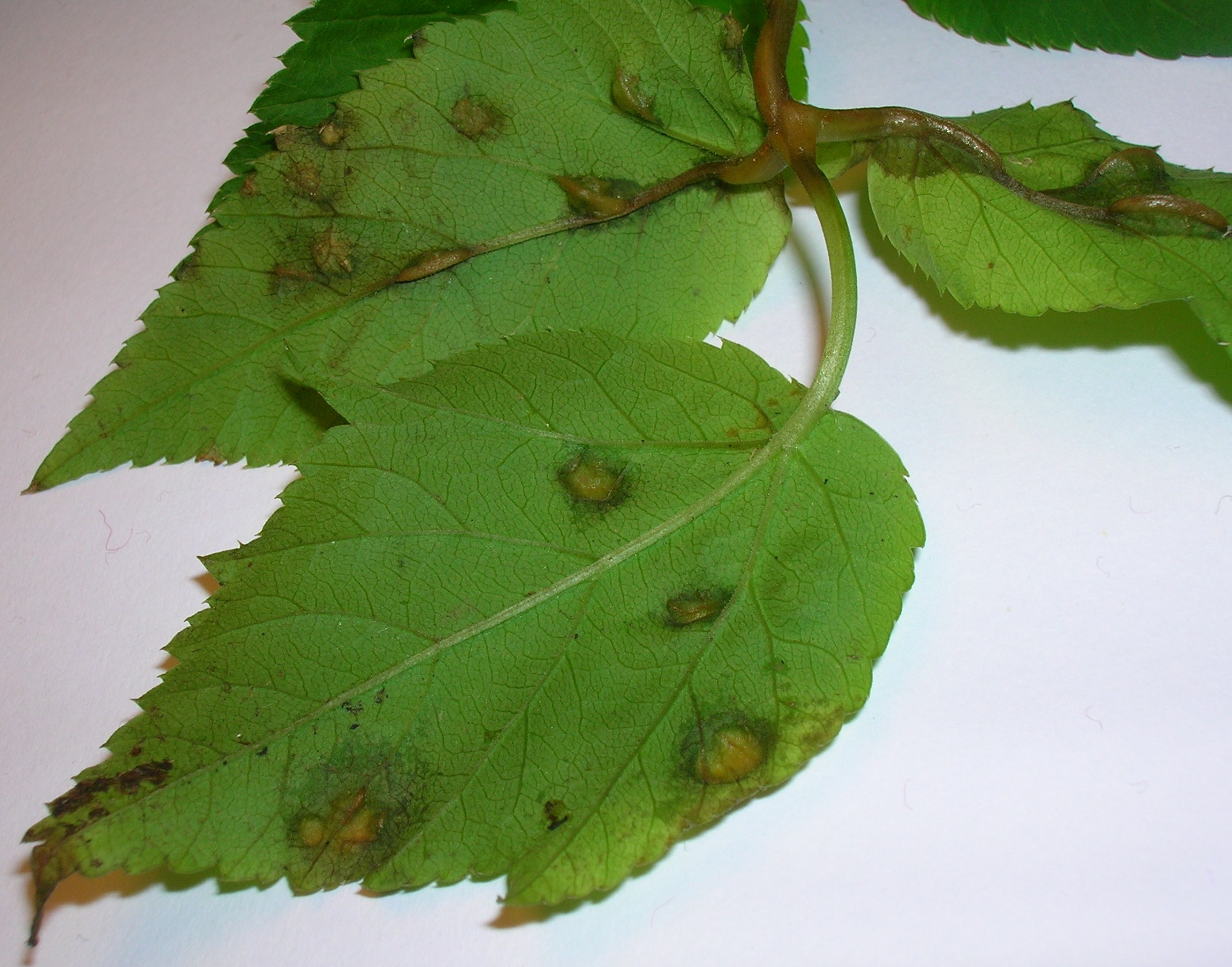
Protomyces macrosporus en la hoja de una planta.

A continuación se muestran los órdenes, familias, géneros y especies que componen la clase según NCBI:
- Orden Taphrinales
  - Familia Protomycetaceae
    - Género Protomyces
      - Protomyces gravidus
      - Protomyces inouyei
      - Protomyces inundatus
      - Protomyces lactucaedebilis
      - Protomyces macrosporus
      - Protomyces pachydermus

  - Familia Taphrinaceae
    - Género Taphrina
      - Taphrina alni
      - Taphrina amentorum
      - Taphrina americana
      - Taphrina betulina
      - Taphrina bullata
      - Taphrina caerulescens
      - Taphrina californica
      - Taphrina carnea
      - Taphrina carpini
      - Taphrina communis
      - Taphrina confusa
      - Taphrina dearnessii
      - Taphrina deformans
      - Taphrina epiphylla
      - Taphrina farlowii
      - Taphrina flavorubra
      - Taphrina insititiae
      - Taphrina johansonii
      - Taphrina kruchii
      - Taphrina letifera
      - Taphrina maculans
      - Taphrina mirabilis
      - Taphrina mume
      - Taphrina nana
      - Taphrina padi
      - Taphrina polystichi
      - Taphrina populi-salicis
      - Taphrina populina
      - Taphrina pruni
      - Taphrina pruni-subcordatae
      - Taphrina purpurascens
      - Taphrina rhizophora
      - Taphrina robinsoniana
      - Taphrina sacchari
      - Taphrina sadebeckii
      - Taphrina tormentillae
      - Taphrina tosquinetii
      - Taphrina ulmi
      - Taphrina vestergrenii
      - Taphrina virginica
      - Taphrina wiesneri
      - Género Lalaria
        - Lalaria arrabidae
        - Lalaria inositophila
        - Lalaria kurtzmanii
        - Lalaria veronaerambellii